# David Theo Goldberg
David Theo Goldberg (* 1952 in der Südafrikanischen Union) ist ein Philosoph.

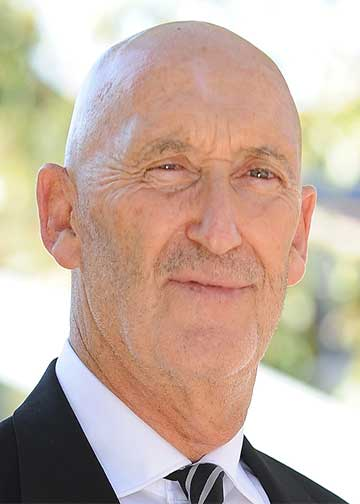
David Theo Goldberg (2023)

## Ausbildung und Karriere
Goldberg hat an der Universität Kapstadt Philosophie und Wirtschaftswissenschaften studiert. An der City University of New York wurde er zum Doktor der Philosophie promoviert. Nachdem er Professor und Direktor an der School of Justice Studies der Arizona State University gewesen war, wurde er im Juli 2000 zum Direktor des University of California Humanities Research Institute (UCHRI) berufen, einer Einrichtung, die an der University of California (UC) in den Bereichen Humanities und Kunsttheorie forscht.
Er ist ebenfalls auf Fakultätsprofessuren für vergleichende Literaturwissenschaften sowie für Kriminologie, Recht und Gesellschaft an der University of California, Irvine (UCI) berufen worden und ist Mitglied des Instituts für kritische Theorie der UCI.
Vor seiner akademischen Karriere hat Goldberg als Produzent von Independentfilmen und Musik-Videos gewirkt, von denen einige auch auf MTV ausgestrahlt wurden. Zusammen mit Michael Oblowitz hat er den preisgekrönten Film The Island über Südafrika produziert.

## Forschung und Projekte
Goldberg ist ein führender Gelehrter der kritischen Rassismustheorie und wird weltweit von Universitäten zu Vorträgen über dieses Thema eingeladen.
Goldbergs Forschung erstreckt sich über die Bereiche der politischen Theorie, Rasse und Rassismus, Ethik, Recht und Gesellschaft, kritische Theorie, Kulturwissenschaften, und in letzter Zeit digitale Humanities.
Er hat den Rat für Techniken der Humanities, Kunst und Sozialwissenschaften der UC initiiert, welcher fakultätsunabhängig direkt dem Präsidenten der UC untergeordnet ist. Er ist ebenfalls Mitglied des universitätsweiten Komitees für die Kontrolle der Verwaltung der Forschungsinformationen und -Daten (einschließlich der Bibliotheken und digitaler Bibliotheken) der Universität.
Zusammen mit Cathy Davidson von der Duke University hat Goldberg die Organisation Humanities, Arts, Science and Technology Advanced Collaboratory HASTAC („Fortschrittliche Zusammenarbeit von Humanities, Kunst, Wissenschaft und Technik“) gegründet. Das Ziel ist es, Partnerschaften zwischen den Interessen der Humanities, Kunst, Sozialwissenschaften, Technologie und Supercomputerforschung um Forschung, Lehre und Öffentlichkeitswirkung zu befördern. Davidson und Goldberg haben gemeinsam Essays veröffentlicht, in welchen sie die kreative und dynamische Anwendung digitaler Technologien befürworten, um Forschung, Lehre und Lernen in Humanities, Kunst und Sozialwissenschaften zu verbessern.
Beide leiten den HASTAC-MacArthur Digital Media and Learning Competition („HASTAC-MacArthur Wettbewerb für digitale Medien und Lernen“), einen mit Preisgeldern von bis zu 2000 US$ dotierten,
jährlichen internationalen Wettkampf zur Beförderung transformativer Lernpraktiken durch die Anwendung digitaler Technologien.

## Bücher und Veröffentlichungen
Goldberg ist Autor einer Reihe von Büchern, unter anderem von The Racial State (2002); Racial Subjects: Writing on Race in America (1997); Racist Culture: Philosophy and the Politics of Meaning (1993); und Ethical Theory and Social Issues: Historical Texts and Contemporary Readings (1989/1995).
Er hat mehrere Sammelbände heraus- oder mitherausgegeben, unter anderem Anatomy of Racism (1990) und Multiculturalism: A Critical Reader (1995) und ist Gründer und Mitherausgeber der Zeitschrift Social Identities: Journal for the Study of Race, Nation and Culture.